# 豪玉万里紀行
豪玉万里紀行（ごうたまばんりきこう）は神戸のアマチュア劇団。1994年10月に豪玉万里紀行I結成。翌年2月大阪森ノ宮プラネットホールにて別役実作「ジョバンニの父への旅」で旗揚げ。2002年10月1日に豪玉万里紀行IIに改称。
演出は武谷嘉之または山本慎也が担当。別役実作品を中心に上演。その他の主な上演作品に井伏鱒二原作・武谷嘉之脚本｢山椒魚」、山本慎也作「亡き王女へのパヴァーヌ」、海東セラ原作・武谷嘉之脚本「豪玉版関西バージョン：連結コイル」などがある｡
2011年に常打ち会場として｢万里の宿｣を設立。

## 来歴

### 豪玉万里紀行 I
1994年、神戸のアマチュア劇団「劇団風斜」の若手と神戸学院大学演劇部「エクスクラメーション」のOBなどが主体となって結成された。
1995年、旗揚げ準備中に阪神・淡路大震災にあうが、メンバーを入れ替えるなどして1ヶ月後の2月24・25日に大阪で旗揚げ。
1996年以降は公演毎に劇場を作るなど試行錯誤を続ける。太山寺 の築100年を超える農家（山内御行のアトリエ如水庵）の屋根裏や、高砂の廃靴下工場などでの公演がある｡神戸新聞、劇評誌の劇評などで好評価を得る。

### 豪玉万里紀行 II
2002年　豪玉万里紀行IIとして再旗揚げ。旗揚げ作品は別役実作「この道はいつか来た道」。以後神戸の小劇場「イカロスの森」で2010年まで活動。この間に井伏鱒二の名作｢山椒魚｣や、第24回大阪女性文芸賞受賞作品海東セラ「連結コイル」を舞台化するなどした。2011年に開設した「万里の宿」は観光名所の一つとなっている。
2013年　「やってきたゴドー」は145回SP水曜劇場で放映された。
ここ数年、演出の武谷嘉之の外部演出も増えている。2017年11月一本天幕団公演『キン・ドン・カン』、2018年7月KC武庫川スタジオこけら落とし公演『ビューティフルサンデー』など。

## 万里の宿
常打会場である「万里の宿」はその特異な外観とともに何度もテレビ等で紹介されている。毎日放送「住人十色」日本テレビ「スッキリ！！」テレビ東京「そこまでやる！？日本のスゴイ家」など。2019年AsiaDesignPrizeを受賞。

## 所属俳優・所属していた俳優
正式な劇団員名簿は発表されていない。出演者に関しては基本的に客演表記をしない方針であり、判別が難しいが、劇団の外で活躍している、はっきりと劇団員とわかる主な劇団員経験者は以下の通りである。
- 初代豪玉万里 （現在村田与志行、劇団ボタタナエラー主宰）
- 神野崇 （俳優、劇団文学座所属）
- 石井良子 （女優　NHK連続ドラマ「甘辛しゃん」「花の乱」などに出演、現在休業中）
- テラダシゲオ(俳優･演出家　ランベント所属)

## 公演歴
※豪玉万里紀行Ⅰ公演。
| 1995年 2月 | ジョバンニの父への旅               | 森ノ宮プラネットホール     | 作/別役実 演出/N.R.スノッブ                                                              |
| 1996年 3月 | メリーさんの羊                     | アトリエ如水庵             | 作/別役実 演出/武谷嘉之                                                                  |
| 1997年 3月 | ライナスへの追悼                   | 神戸学院大学               | 作･演出/山本慎也                                                                         |
| 1998年 3月 | 優駿                               | 神戸アートビレッジセンター | 脚本/山本慎也 演出/武谷嘉之                                                              |
| 1998年 8月 | 寝られます                         | 高砂市の靴下工場跡廃屋     | 作/別役実 演出/武谷嘉之 フリーマーケット＝バザールを劇場前で開催し､虚構の町を作り出した｡ |
| 1999年 3月 | 僕らは生まれ変わった木の葉のように | シアターポシェット         | 原作/清水邦夫 脚色/武谷嘉之 演出/N.R.スノッブ                                            |
| 2000年 3月 | 眠っちゃいけない子守唄             | イカロスの森               | 作/別役実 演出/山本貴士                                                                  |

※豪玉万里紀行Ⅱ公演。
| 2003年 3月  | この道はいつか来た道               | イカロスの森 | 作/別役実 演出/武谷嘉之                                                                  |
| 2004年 3月  | 山椒魚                             | イカロスの森 | 原作/井伏鱒二 脚本・演出/武谷嘉之 井伏鱒二の山椒魚の初の舞台化                           |
| 2005年 3月  | ももからうまれたももたろう         | イカロスの森 | 作/別役実 演出/武谷嘉之                                                                  |
| 2006年 6月  | 亡き王女へのパヴァーヌ             | イカロスの森 | 作・演出/ 山本慎也                                                                       |
| 2007年 11月 | いかけしごむ                       | イカロスの森 | 作/別役実 演出/武谷嘉之                                                                  |
| 2008年 7月  | 豪玉版関西バージョン「連結コイル」 | イカロスの森 | 原作/海東セラ 脚本・演出/武谷嘉之 第24回大阪女性文芸賞受賞作品「連結コイル」の初の舞台化 |
| 2009年 10月 | トイレはこちら                     | イカロスの森 | 作/別役実 演出/武谷嘉之                                                                  |
| 2011年 6月  | ジョバンニの父への旅               | 万里の宿     | 作/別役実 演出/武谷嘉之                                                                  |
| 2012年 5月  | 星の時間                           | 万里の宿     | 作/別役実 演出/武谷嘉之                                                                  |
| 2013年 3月  | やってきたゴドー                   | 万里の宿     | 作/別役実 演出/武谷嘉之                                                                  |
| 2013年 10月 | ゴドーは待たれながら               | 万里の宿     | 作/いとうせいこう 演出/武谷嘉之                                                          |
| 2015年 7月  | 朝日のような夕日をつれて           | 万里の宿     | 作/鴻上尚史 演出/武谷嘉之                                                                |
| 2016年 6月  | トイレはこちら                     | イカロスの森 | 作/別役実 演出/武谷嘉之                                                                  |
| 2016年 6月  | いかけしごむ                       | イカロスの森 | 作/別役実 演出/武谷嘉之                                                                  |
| 2017年 7月  | 眠っちゃいけない子守歌             | 万里の宿     | 作/別役実 演出/武谷嘉之                                                                  |
| 2019年 7月  | ももからうまれたももたろう         | 万里の宿     | 作/別役実 演出/武谷嘉之                                                                  |
| 2023年 4月  | 鶴の茶屋物語外伝                   | 万里の宿     | 作/たけたにかずゆき 演出/武谷嘉之                                                        |
| 2023年 9月  | 宮城野                             | イカロスの森 | 作/矢代静一 演出/吉田奈津子                                                              |
| 2024年 9月  | 豪玉版人生劇場 一人芝居4本立て     | 万里の宿     | 作/太宰治他 演出/武谷嘉之                                                                |
| 2025年 6月  | 諸国を遍歴する二人の騎士の物語     | 万里の宿     | 作/別役実 演出/武谷嘉之                                                                  |